# Laarbeek
Laarbeek és un municipi de la província del Brabant del Nord, al sud dels Països Baixos. L'1 de gener del 2009 tenia 21.706 habitants repartits sobre una superfície de 56,17 km² (dels quals 0,8 km² corresponen a aigua). Limita al nord amb Sint-Oedenrode i Veghel, a l'oest amb Nuenen, Gerwen en Nederwetten, a l'est amb Gemert-Bakel i al sud Helmond. 	

## Centres de població
Achterbosch, Beemdkant, Broek, Croy, De Hei, Deense Hoek, Ginderdoor, Groenewoud, Heikant, Het Hool, Het Laar, 't Hof, Kruisschot, Scheepstal, Strijp, Wolfsputten.

## Ajuntament
- Nieuw Laarbeek 6 regidors
- De Werkgroep 4 regidors
- CDA 3 regidors
- PvdA 3 regidors
- Algemeen Belang 1 regidor
- Fractie Van den Broek 1 regidor
- Dorpsbelang 1 regidor